# Evangelisch-reformierte Kirche Iserlohn

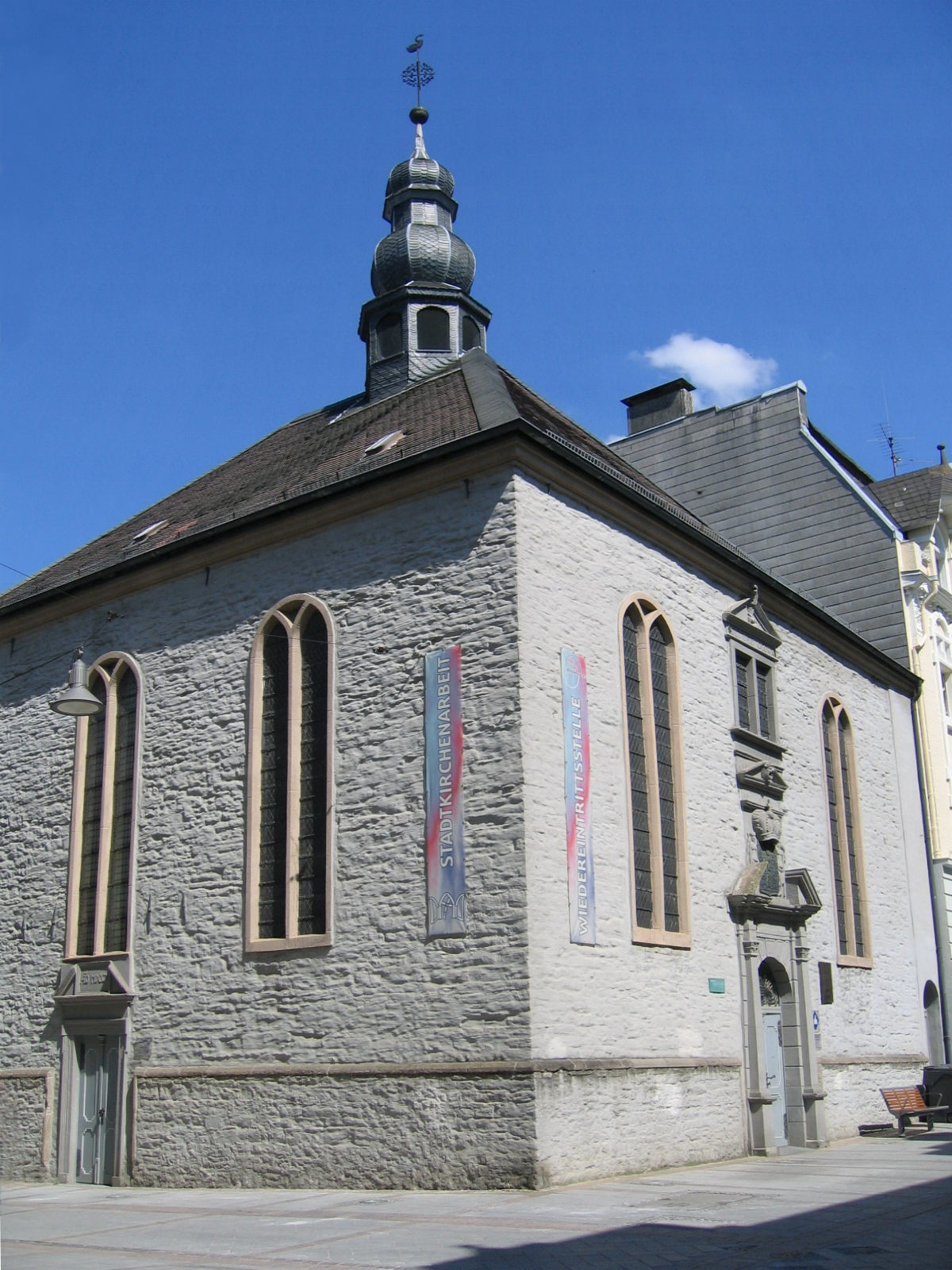
Evangelisch reformierte Kirche

Die Evangelisch-reformierte Kirche ist ein denkmalgeschütztes Kirchengebäude in der Wermingser Straße 9 in Iserlohn im Märkischen Kreis (Nordrhein-Westfalen).

## Geschichte und Architektur
Bis 1931 gab es eine selbständige reformierte Gemeinde, dann kam es zur Fusion mit der lutherischen Gemeinde an der Obersten Stadtkirche und an der Bauernkirche zu einer unierten Gemeinde.
Die schlichte Halle aus Bruchstein, unter einem Walmdach mit verschiefertem Dachreiter und Schweifhaube wurde nach einer Bezeichnung 1710 errichtet. Bei dem Stadtbrand 1712 wurde der Rohbau zerstört. Geweiht wurde die Kirche 1718. Das Hauptportal an der Südseite wird durch das preußische Staatswappen betont.
Eine 1928 als Eisenguss erneuerte Relieftafel mit der Darstellung von wilden Männern und dem Kurhut ist ein Verweis auf die Förderung der evangelisch reformierten Kirche durch den großen Kurfürsten. Im Innenraum ruhen Muldengewölbe über zwei hohen Holzsäulen.

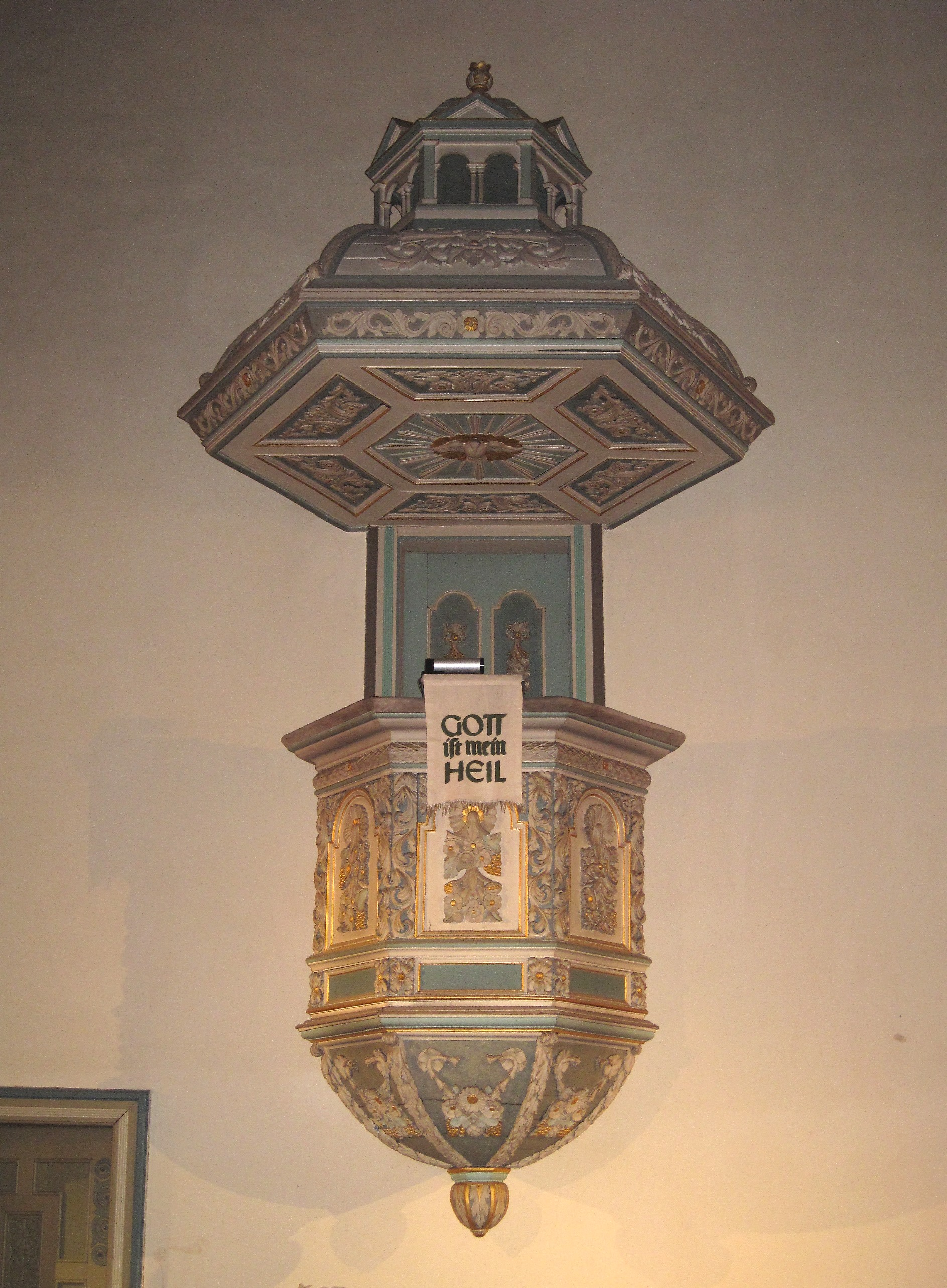
Kanzel an der Wand gegenüber der Orgelempore

Der Raum wurde 1901 durch Gerhard August Fischer umgestaltet, die Empore der Westseite wird nun dreiseitig umgeführt, gleichzeitig wurde die Kanzel ergänzt. Die Raumfassung Fischers wurde 1955 verunklärt.
In den 1960er Jahren wurden die Bänke entfernt und die Kirche zu einer Alltagskirche umgestaltet. Bisher fanden über 75 Ausstellungen mit Konzerten, Vortragsabenden und Diskussionen statt. Bis zur Errichtung des Sozialzentrums Lichtblick war hier auch der Ort, an dem Brot für Menschen mit wenig Geld verteilt wurde.

## Ausstattung
- Orgel wurde 1847 von Johann Friedrich Schulze erbaut und eingebaut. Bis 1994 erfolgten zwei Restaurierungen.
- Die Glocke von 1737 wurde von Engelbert Jos. Fuchs gegossen.
- Die Glocke von 1732 ist Bernhard Wilhelm Stule zugeschrieben.
- Der Taufstein auf Eichenholz wurde von Konfirmanden gestiftet. Die Taufschale ist eine Stiftung von H. Mevius aus dem Jahre 1866.
- Grabstein mit Stundenglas und Skelett aus dem Jahre 1731. Dieser wurde 1977 unter dem Fußboden der Kirche gefunden.

## Orgel

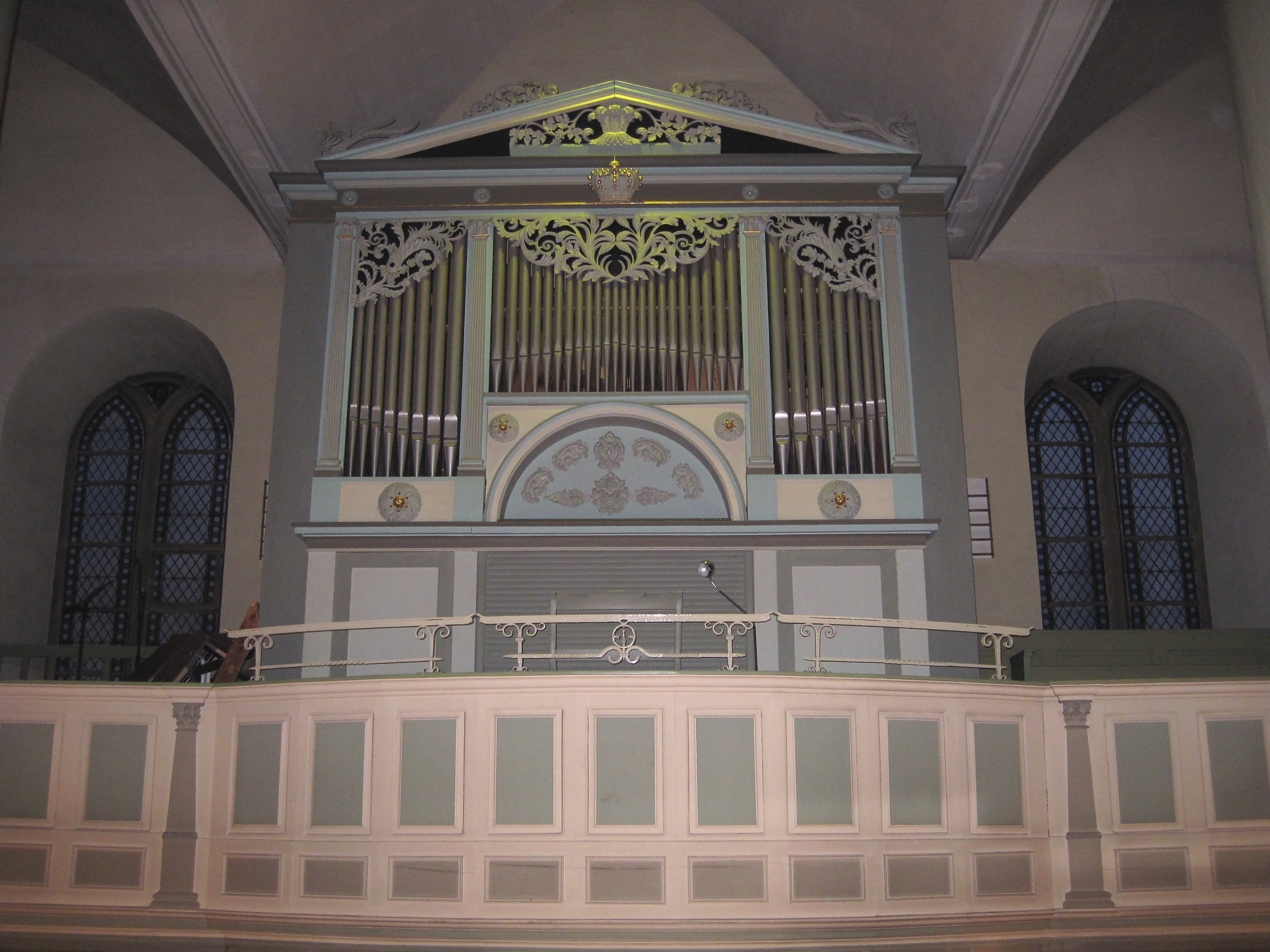
Historische Schulze-Orgel aus dem Jahr 1847.

1992 wurde von dem Orgelsachverständigen Manfred Schwarz festgestellt, dass sich die Schulze-Orgel in einem stark angegriffenen und nicht mehr funktionsfähigem Zustand befand. Durch Holzwurmbefall waren tragende Teil des Orgelgerüstes angegriffen und die Statik gefährdet. Einige Prospektpfeifen drohten von der Orgelempore zu stürzen. Durch eine hohe Spendenbereitschaft in der Gemeinde konnte eine Restaurierung der Orgel finanziert werden. Diese erfolgte 1993/1994 durch den Osnabrücker Orgelbaumeister Joachim Kreienbrink. Die Holzschädlinge wurden einer CO2-Begasung ausgesetzt und konnten so ohne Einsatz von giftigen Methoden abgetötet werden. Das Instrument wurde durch die Restaurierung auf seinen originalen Stand von 1847 gebracht. Dabei wurden Details der Umgestaltung und Restaurierung von 1902 erhalten. Einzelne Register wurden nach dem Vorbild einer unveränderten Schulze-Orgel von 1847 rekonstruiert. Diese Orgel wurde in dem kleinen Örtchen Kenz, in der Nähe von Stralsund, vom Orgelbaumeister Kreienbrink gefunden.
| I Hauptwerk |              |       |     |
| 1.          | Bordun       | 16′   |     |
| 2.          | Prinzipal    | 08′   |     |
| 3.          | Gamba        | 08′   |     |
| 4.          | Hohlflöte    | 08′ 0 | (r) |
| 5.          | Gedackt      | 08′   |     |
| 6.          | Octav        | 04′   |     |
| 7.          | Mixtur V     |       | (r) |
| 8.          | Scharf III 0 |       | (r) |

| II Positiv |                    |       |     |
| 09.        | Lieblich Gedackt 0 | 16′ 0 | (r) |
| 10.        | Salicional         | 08′   |     |
| 11.        | Lieblich Gedackt   | 08′   | (r) |
| 11.        | Flauto traverse    | 08'   |     |
| 12.        | Geigenprinzipal    | 04′   |     |
| 13.        | Flauto Traverse    | 04′   | (r) |

| Pedal |              |      |     |
| 14.   | Subbass      | 16′  |     |
| 15.   | Violon       | 08′  |     |
| 16.   | Gedacktbaß 0 | 08′  |     |
| 17.   | Posaune      | 16′0 | (r) |

- Koppeln: II/I, I/P
- Anmerkungen

(r) = rekonstruiertes Register
Die Register Nr. 11 (Lieblich Gedackt 8′ und Flauto traverse 8′) stehen auf einer Schleife.
Manualklaviaturen mechanische Traktur
Nach dem Umbau von 1902 Pedalklaviatur pneumatisch, da die Balganlage vom Dach in die Orgel verlegt wurde.
Intonation: Orgelbaumeister Theodor Schulz und Annette Lipschitz